# Mary T. Meagher
Mary Terstegge Meagher Plant (Louisville, 27 ottobre 1964) è un'ex nuotatrice statunitense.
Specializzata nella farfalla ha vinto la medaglia d'oro nei 100 m e 200 m farfalla e nella staffetta 4x100 m misti ai Giochi olimpici di Los Angeles 1984 e un bronzo nei 200 m farfalla ai Giochi olimpici di Seoul 1988.
Ha battuto 5 volte il record del mondo dei 200 farfalla, l'ultimo stabilito il 13 agosto 1981 con il tempo di 2'05"96, ha resistito quasi 19 anni, fino al 17 maggio del 2000, quando l'australiana Susie O'Neill lo batté di 15 centesimi di secondo.
Sua sorella è Anne Northup, deputata repubblicana per lo Stato del Kentucky dal 1997 al 2007.

## Palmarès
- Giochi olimpici

Los Angeles 1984: oro nei 100 m e 200 m farfalla e nella staffetta 4x100 m misti.
1988 - Seul: bronzo nei 200 m farfalla.
- Mondiali

1982 - Guayaquil: oro nei 100 m farfalla, argento nei 200 m farfalla e nella staffetta 4x100 m misti.
1986 - Madrid: oro nei 200 m farfalla, argento nelle staffette 4x100 m sl, 4x200 m sl e 4x100 m misti, bronzo nei 200 m sl e 100 m farfalla.
- Giochi PanPacifici

1985 - Tokyo: oro nei 100 m e 200 m farfalla.
- Giochi panamericani

1979 - San Juan: oro nei 200 m farfalla.
1983 - Caracas: oro nei 200 m farfalla.

## Riconoscimenti
- World Swimmer of the Year: 1981, 1985
- American Swimmer of the Year: 1985